# Vera Ievstafievna Popova
Pour les articles homonymes, voir Popov.
Vera Ievstafievna Popova (russe : Вера Евстафьевна Попова) est une chimiste russe, née Vera Bogdanovskaïa le 17 septembre 1867 à Saint-Pétersbourg et morte le 8 mai 1896 à Ijevskiï Zavod. Elle est une des premières femmes chimistes de Russie, ainsi que la première femme russe auteure d'un manuel de chimie. Elle est « probablement la première femme russe à mourir pour la cause de la chimie » dans l'explosion de son laboratoire.

## Biographie

### Jeunesse et études
Vera Bogdanovskaïa naît en 1867 à Saint-Pétersbourg. Son père, Ievstafi Ivanovitch Bogdanovski, est professeur de chirurgie. Les trois enfants du couple sont scolarisés à domicile. Vera rejoint les bancs de l'Institut Smolny à l'âge de 11 ans en 1878. Elle étudie aux cours Bestoujev durant quatre ans à partir de 1883, puis elle travaille pendant deux ans dans les laboratoires de l'Académie des sciences et de l'Académie de chirurgie militaire. En 1889, Vera quitte la Russie pour s'installer en Suisse. Elle obtient un doctorat à l'université de Genève grâce à une thèse sur la dibenzylcétone en 1892. Elle souhaite d'abord soutenir une thèse sur le phosphaéthyne (H-C≡P), mais son superviseur, le professeur Carl Graebe, la convainc de travailler sur le dibenzylcétone. Elle fait également des recherches en stéréochimie avec le Dr Philippe-Auguste Guye.

### Carrière
Bogdanovskaïa retourne à Saint-Pétersbourg en 1892 pour enseigner la chimie aux cours Bestoujev. Cette institution est fondée à Saint-Pétersbourg en 1878 pour encourager les femmes à rester en Russie pour étudier. Bogdanovskaïa assiste le professeur Lvov pour les premiers cours de stéréochimie à Bestoujev. Grâce à ses connaissances et sa réputation d'enseignante, Bogdanovskaïa rédige son premier ouvrage, un manuel sur les fondamentaux de la chimie. Elle publie des comptes-rendus, traduit des articles académiques et édite, avec son professeur, les écrits du chimiste d'Alexandre Boutlerov, mort en 1886. De 1891 à 1894, elle publie plusieurs articles académiques basées sur sa thèse de doctorat.
Bogdanovskaïa s'intéresse aussi à l'entomologie, à la littérature et aux langues. Elle publie ses propres nouvelles et traduit plusieurs œuvres du nouvelliste français Guy de Maupassant.

### Vie personnelle
Bogdanovskaïa quitte Saint-Pétersbourg et épouse en 1895 le général Jacob Kozmitch Popov. Celui-ci, plus âgé qu'elle, est le directeur d'une aciérie militaire. Vera lui demande de faire construire un laboratoire afin qu'elle puisse continuer ses travaux en chimie. Le couple vit à Ijevskiï Zavod, une ville sous contrôle militaire spécialisée dans la fabrication d'armes. Le mariage de Vera est peut-être un mariage de convenance, car à cette époque, certaines femmes russes se marient pour échapper aux normes de la société.

### Mort
Vera Popova meurt à l'âge de 28 ans le 8 mai 1896 (le 26 avril selon le calendrier julien,) dans l'explosion de son laboratoire, alors qu'elle tente de synthétiser du phosphaéthyne, un analogue structurel au cyanure d'hydrogène. Certaines sources en anglais mentionnent son décès en 1897.
En 1961, la tentative de synthétiser du phosphaéthyne à partir de phosphine et de carbone est un échec. Il s'agit d'un composé extrêmement pyrophorique qui se polymérise facilement au-dessus de −120 °C. Son point triple est à −124 °C et le composé s'enflamme immédiatement au contact de l'air, même à basse température.

## Héritage
Un long hommage est rendu à Popova dans le Journal of the Russian Physical Chemical Society. Un hommage plus court est publié dans la revue Nature, tandis qu'une simple annonce de décès figure dans le journal Science. Dans un rapport, le chimiste Vladimir Ipatieff affirme que Popova serait peut-être morte d'un empoisonnement consécutif à son expérience, voire qu'elle se serait suicidée. Cependant, aucun autre rapport ne vient corroborer ces affirmations.
Sa mort prématurée pousse son mari à créer un fonds en son honneur pour venir en aide aux étudiantes[réf. nécessaire].
Popova est reconnue pour la classification du dibenzylcétone. Cette classification joue un rôle essentiel dans la création de résines acryliques synthétiques à partir de cyanhydrine d'acétone.